# Hřbitov Woolwich
Hřbitov Woolwich je hřbitov v jihovýchodním Londýně, který se nachází jihovýchodně od Woolwich, v Kings Highway, Plumstead, na pozemku, který byl dříve součástí Plumstead Common. První hřbitov (někdy nazývaný Woolwichský starý hřbitov) byl otevřen v roce 1856 a 12-akrový pozemek byl téměř plný do 30 let; v roce 1885 byl založen nový hřbitov na přilehlém východním pozemku. Toto druhé místo je stále v provozu a jsou zde hroby těch, kteří zemřeli při výbuchu u Královského arzenálu, a památník první světové války se jmény 14 obětí; celkově má hřbitov 175 hrobů a památníků z první světové války.
Hřbitov byl použit jako filmové kulisy pro The Krays (1990) a Harry Brown (2009).
Starý hřbitov byl pohřebištěm pro 120 lidí, kteří byli zabiti při neštěstí na řece Temži dne 3. září 1878, kdy byl výletní parník zasažen parníkem Bywell. Pamětní kříž byl postaven národní sbírkou, na niž přispělo více než 23 000 lidí.